# 江橋慎四郎
江橋 慎四郎（えばし しんしろう、1920年（大正9年）6月14日 - 2018年（平成30年）4月8日）は、日本の体育学者。専門は社会体育学・レクリエーション学。東京大学名誉教授。

## 略歴
神奈川県鎌倉市生まれ。旧制湘南中学（現在の神奈川県立湘南高等学校）から、旧制二高を経て東京帝国大学文学部に入学した。学生時代には体育会系の水泳部マネジャーと体育会の総務を務めていた。当時の大学生は徴兵が猶予されていたが、兵力不足を補うため、江橋ら文系の学生の学徒出陣が決定した。
戦後、文部省体育局勤務などをへて、東京大学教授。その後鹿児島大学教授や中京大学教授を歴任した。さらに、日本初の国立体育系単科大学である鹿屋体育大学の創立に尽力し初代学長となる。定年後は東京大学名誉教授となる。
2018年4月8日、心不全のため死去。97歳没。

## 学徒出陣
1943年（昭和18年）10月21日に開催された神宮外苑での学徒出陣壮行会では、答辞を読んだ。 以下全文。
答辞は教授の添削を受けたが、「生還を期せず」は自ら考えたものだった。出陣後、航空整備兵として内地で陸軍（大日本帝国陸軍）に所属する。
「答辞」の体験については、終戦後は語りたがらなかった。67年後に朝日新聞の大久保真紀編集委員のインタビューに答えて、「答辞は我が身にとっては名誉なこと。だが、戦没者のことを思えば何も言えない」と、戦後ずっと黙していた心の内を語った。壮行会から満70年となる2013年には毎日新聞において、「僕だって生き残ろうとしたわけじゃない。でも『生還を期せず』なんて言いながら死ななかった人間は、黙り込む以外、ないじゃないか」と述べ、戦後に事実と異なる噂やデマによる中傷にも反論しなかったことを明かしている。同じ記事では「自分が話すことが、何も言えずに亡くなった人の供養になる。最近そう思っている」と記されている。

## 主な役職
- 財団法人日本レクリエーション協会 - 顧問
- 財団法人全日本ボウリング協会 - 顧問
- 日本ウオーキング協会 - 元会長
- 全日本学生ボウリング連合 - 名誉会長
- 日本コーフボール協会 - 名誉会長
- 特定非営利活動法人日本フライングディスク協会 - 名誉会長
  - 傘下の神奈川県フライングディスク協会が主管する「ビーチアルティメットフレンドシップ湘南」の名誉会長を務め、優勝者には「EBASHI CUP」が授与される。

## 著書
- 『体育教材研究』法政大学出版局 1953
- 『野外教育』体育の科学社 1964
- 『楽しい軽スポーツ』(スポーツ新書)ベースボール・マガジン社 1965

### 共編著
- 『アメリカ学校体育の研究 紐育州体育指導要領』宇土正彦共著 草美社 1949
- 『体育の指導計画』前川峰雄共編 国土社 1956
- 『体育測定法』松井三雄,水野忠文共著 杏林書院[ほか], 1957
- 『体育実践記録』全3巻 加藤橘夫,丹下保夫共編. ベースボールマガジン社, 1961
- 『レクリエーションハンドブック』三隅達郎共編 国土社, 1961
- 『現代コーチング』前川峯雄,久松栄一郎共編 体育の科学社 1961
- 『ゆかいなレクリエーション』(みつばちぶっくす)吉村達二共著 国土社 1964
- 『体育の科学的基礎』猪飼道夫共著 東洋館出版社 1965
- 『体育科教育法』前川峯雄共編. 杏林書院[ほか], 1969
- 『体育施設全書 第10巻  野外活動施設』責任編集 第一法規出版 1971
- 『社会体育』松島茂善共編著 第一法規出版,1972
- 『体育教育の原理』水野忠文, 猪飼道夫共著 東京大学出版会 1973
- 『現代レクリエーション講座』全4巻 新版 共編 ベースボール・マガジン社, 1974-74
- 『レクリェーション体系 3 レクリエーションの科学』共著 日本レクリエーション協会編 不昧堂出版 1975
- 『現代レクリエーション百科』金田智成,松原五一共編著. ぎょうせい 1977
- 『講座余暇の科学 第3巻 余暇教育学』編 垣内出版 1978
- 『ゲームのいろいろ』(新版みつばちぶっくす)北条明美共著. 国土社, 1978
- 『たのしいレクリエーション』(新版みつばちぶっくす)吉村達二共著. 国土社, 1978
- 『教育学講座 第14巻  健康と身体の教育』高石昌弘共編著 学習研究社 1979
- 『社会体育の実践』粂野豊共編著. 第一法規出版, 1981
- 『新レクリエーションハンドブック』編. 国土社, 1981
- 『キャンプの基礎』今井鎮雄共編. 日本YMCA同盟出版部, 1986
- 『野外教育の理論と実際』編著. 杏林書院, 1987
- 『レクリエーションハンドブック』池田勝共編. 国土社, 1990
- 『ウォーキング研究』1-2 編. 不昧堂出版 1995-97

### 翻訳
- チャールス・A.ビュッチャー『体育の基礎理論』体育の科学社, 1962
- M.A.ゲイブリルセン, B.スペアーズ, B.W.ゲイブリルセン『海のスポーツ百科』ベースボール・マガジン社 1963
- フランツ・クレム『初心者のための水泳教室』ベースボール・マガジン社 1963
- ジャック・ポラード編『オーストラリア水泳』宮下充正共訳 ベースボール・マガジン社 1964
- J.M.アンダーソン『企業とレクリエーション』(レクリエーション大系) ベースボール・マガジン社 1965
- フレッド・ラヌー『おぼれないための新しい水泳の技術』ベースボール・マガジン社 1965
- ダイニー・ヴァン・ダイク『赤ちゃん水泳 溺れない技術の訓練』宮下充正, 林夕美子共訳. ベースボール・マガジン社, 1976